# Caps Lock

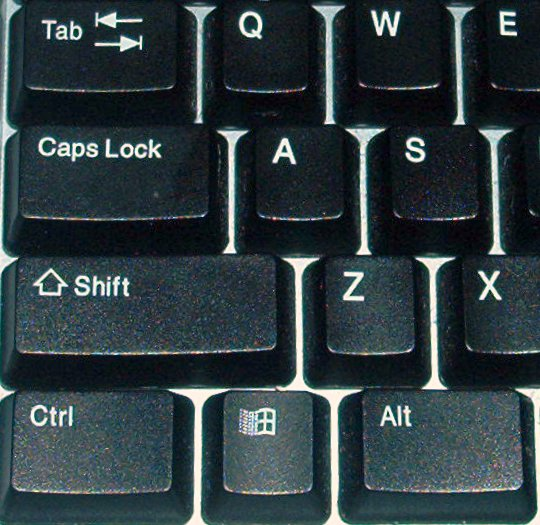
Phím Caps Lock trên bàn phím PC có layout bàn phím US (gần góc trên bên trái, bên dưới phím Tab)

Caps Lock là một nút trên bàn phím máy tính làm cho tất cả các chữ cái của bộ chữ cái gốc Latinh được chuyển thành chữ in hoa. Đây là một phím chuyển đổi: mỗi lần nhấn phím sẽ đảo ngược hành động của nó. Một số bàn phím có đèn trên phím này, để cho người dùng biết nó bật hay tắt. Chính xác những gì Caps Lock làm phụ thuộc vào phần cứng bàn phím, hệ điều hành, trình điều khiển thiết bị và cách bố trí bàn phím. Thông thường, hiệu ứng được giới hạn trong các phím chữ cái; các chữ cái của bảng chữ cái gốc Latinh được viết hoa, trong khi các chữ cái của các chữ viết khác (ví dụ tiếng Ả Rập, tiếng Do Thái, tiếng Hindi) và các ký tự không phải chữ cái vẫn được giữ bình thường.

## Lịch sử
Phím Caps Lock có nguồn gốc là phím Shift lock trên máy chữ cơ học. Một cải tiến ban đầu trong máy chữ là việc giới thiệu một ký tự thứ hai trên mỗi thanh chữ, từ đó nhân đôi số ký tự có thể gõ, sử dụng cùng một số phím. Ký tự thứ hai được đặt phía trên ký tự đầu tiên trên mặt của mỗi phím chữ và phím Shift của máy đánh chữ khiến toàn bộ thiết bị di chuyển, thay đổi vị trí của các kiểu chữ so với dải mực. Giống như trong bàn phím máy tính hiện đại, vị trí bị thay đổi đã được sử dụng để tạo chữ hoa và ký tự phụ.
Phím khóa Shift này được giới thiệu để tính năng của phím Shift có thể được duy trì vô thời hạn mà không cần giữ phím liên tục. Nó khóa một cách cơ học các kiểu chữ ở vị trí đã dịch chuyển, làm cho ký tự phía trên được gõ khi nhấn bất kỳ phím nào. Do hai phím shift trên một máy đánh chữ cần nhiều lực hơn để hoạt động và được ấn bằng ngón tay út, nên khó có thể giữ phím shift trong hơn hai hoặc ba nét liên tiếp, do đó việc giới thiệu phím khóa Shift cũng có nghĩa là để giảm đau cơ ngón tay do phải gõ lặp đi lặp lại.
Shift lock của máy đánh chữ cơ học thường được thiết lập bằng cách đẩy cả Shift và khóa cùng một lúc và được giải phóng bằng cách nhấn Shift. Phím Caps Lock của máy tính được giữ và nhả bằng cùng một phím và hành vi Caps Lock trong hầu hết các bố trí bàn phím QWERTY khác với hành vi khóa phím Shift ở chỗ nó viết hoa các chữ cái nhưng không ảnh hưởng đến các phím khác, chẳng hạn như số hoặc dấu chấm câu. Một số bàn phím máy tính ban đầu, chẳng hạn như Commodore 64, có Shift Lock nhưng không có Caps Lock; những bàn phím khác, chẳng hạn như BBC Micro, có cả hai phím khóa, chỉ một trong số đó có thể được kích hoạt tại một thời điểm.